# Nezvěstice
Nezvěstice (en allemand : Nezvěstice) est une commune du district de Plzeň-Ville, dans la région de Plzeň, en République tchèque. Sa population s'élevait à 1 450 habitants en 2022.

## Géographie
Nezvěstice se trouve à 16 km au sud-est du centre de Plzeň et à 82 km au sud-ouest de Prague.
La commune est limitée par Šťáhlavy au nord, par Žákava à l'est au sud, par Vlčtejn au sud, par Chválenice à l'ouest et par Nezbavětice au nord-ouest.

## Histoire
La première mention écrite du village date de 1352.

## Transports
Par la route, Nezvěstice se trouve à 8 km de Starý Plzenec, à 18 km de Plzeň et à 95 km de Prague.